# Ivčenko D-436
Ivčenko D-436 nebo též Progres D-436 je sovětský, resp. ukrajinský proudový motor, určený pro pohon letadel pro krátké a střední tratě.

## Vývoj
Řada motorů Ivčenko D-436 byla odvozena z motoru Lotarjov D-36, s cílem dosáhnout vyšší výkon, nižší spotřebu, hluk a emise. Jako první byl v roce 1985 vyvinut typ D-436K. Od té doby je motor je v rámci vývoje nových verzí soustavně upravován a modernizován. Jeho různé varianty se osazují do několika letounů. Motor splňuje současné požadavky na ekonomii provozu, stejně jako mezinárodní požadavky na ochranu životního prostředí. Vyrábí se v záporožském podniku Motor Sič a moskevském závodě Saljut.

## Varianty

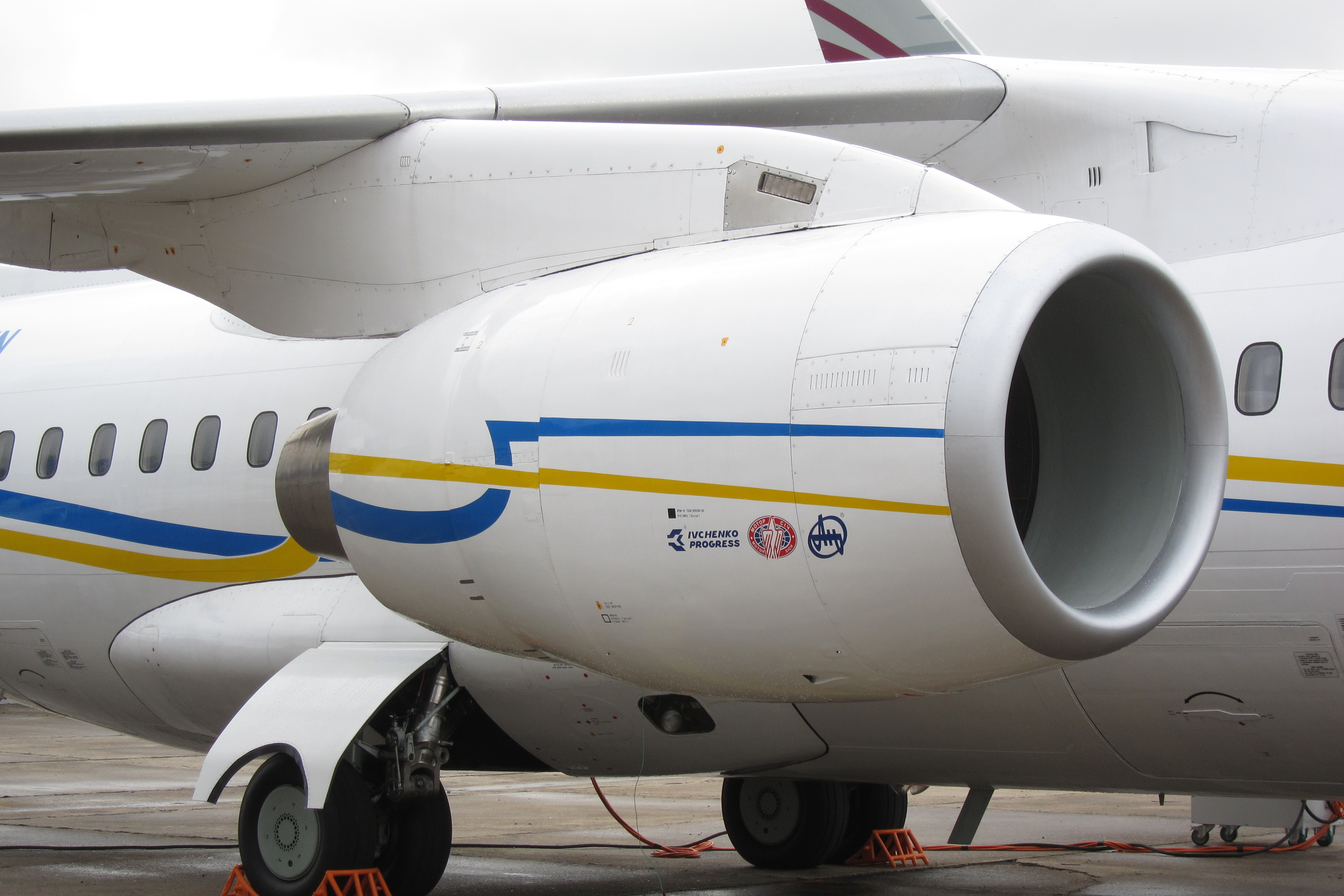
Progress D-436 na letounu Antonov An-158

- D-436K – vyvinut v r. 1985, základní typ, obtokový poměr 6,2, kompresní poměr 21, tah 75 kN, pro letoun Antonov An-71
- D-436T – r. 1990, doplněný obraceč tahu
- D-436T1 – r. 1993, tah 75 kN, obtokový poměr 5, kompresní poměr 23, zlepšený vzletový výkon při teplotách do 30 °C, pro Tupolev Tu-334
- D-436T1-134 – určen jako náhrada původních motorů pro Tupolev Tu-134
- D-436T2 – tah 84 kN, zlepšený vzletový výkon při teplotách do 30 °C, pro Tupolev Tu-334-200
- D-436T3 – tah 94 kN
- D-436TP – r. 1993, varianta bez obraceče tahu, pro Berjev Be-200
- D-436TP-M – plánované ukončení vývoje r. 2012, vylepšená verze pro Berjev Be-200
- D-436TP-FM – plánované ukončení vývoje r. 2014, zvýšený tah, pro Berjev Be-200
- D-436-148 – r. 2003, varianta s elektronickým řízením FADEC, podle nastavení tah 64/68 kN, pro letouny řady Antonov An-148, An-158, An-168
- D-436-148FM – plánované ukončení vývoje r. 2012, zvýšený tah, pro transportní letouny Antonov An-178

## Použití
- Antonov An-148
- Antonov An-72/74
- Berijev Be-200
- Tupolev Tu-334
- Jakovlev Jak-42M

## Specifikace (D-436-T1)
Data pocházejí z ivchenko-progress.com, Flight, Jane's Aero Engines and forecastinternational.com 

### Technické údaje
- Typ: tříhřídelový dvouproudový motor s velkým obtokovým poměrem
- Průměr:  1390 mm
- Délka: 3 030 mm
- Hmotnost suchého motoru: 1 450 kg

### Součásti
- Kompresor: axiální, jednostupňové dmychadlo se 33 lopatkami, 6 nízkotlakých stupňů a 7 stupňů vysokotlakého kompresoru
- Spalovací komora: hybridní, 12 komor
- Turbína: jeden stupeň vysokotlaká, 3 stupně nízkotlaká

### Výkony
- Maximální tah: vzlet: 7 500 kgf (17 000 lbf; 74 kN); cestovní rychlost: 1 670 kgf (3 700 lbf; 16,4 kN)
- Celkový poměr stlačení: 21,9 : 1
- Teplota plynů před turbínou: 1 197 °C
- Měrná spotřeba paliva: vzlet: 10 g/(kN⋅s) (0,37 lb/(lbf⋅h)); cestovní rychlost: 17.5 g/(kN⋅s) (0,617 lb/(lbf⋅h))
- Poměr tah/hmotnost: 5,6